# مابل سيغون
مابل سيغون (بالإنجليزية: Mabel Segun)‏ (18 فبراير 1930 - 6 مارس 2025)، هي كاتِبة مُتخصِّصة في أدب الأطفال، صحفية وشاعرة نيجيرية.